# Vírníkovití
Vírníci (Gyrinidae) jsou vodní brouci, kteří žijí na vodní hladině. Své jméno dostali podle svého chování, kdy při vyrušení začne skupina těchto brouků "vířit" na hladině vody v rychlém tempu v kruzích nebo elipsách. Jsou pozoruhodní též pro své rozdělené oči, kterými mohou pozorovat zároveň dění nad i pod vodní hladinou.
Jejich skupinové chování, jakýsi mechanismus přežití, jim pomáhá uniknout před přirozenými nepřáteli. Postavení jedince ve skupině je dáno mnoha faktory, kterými mohou být hlad, pohlaví, teplota vody, druh brouka, stáří, úroveň napadení parazity a stres. Byly provedeny výzkumy jejich chování, které sloužily jako modelová situace ke studiu významnosti chemické obrany ve vztahu k jejich pozici ve skupině, které jsou uplatněny například na poli nanotechnologie.
Brouci mají na zadečku vzduchovou bublinu, která jim dovoluje dlouhodobý pobyt pod vodní hladinou.
Ve světovém měřítku čeleď obsahuje 700 druhů ve 13 rodech.

## Taxonomie
- Andogyrus
- Aulonogyrus
- Dineutus
- Enhydrus
- Gyretes
- Gyrinus
- Heterogyrus
- Macrogyrus
- Metagyrinus
- Orectochilus
- Orectogyrus
- Porrorhynchus
- Spanglerogyrus

## Anatomie

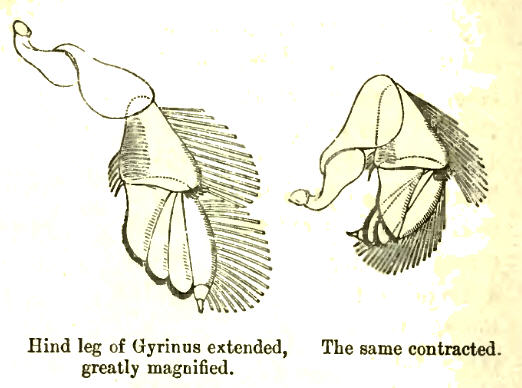
Zadní noha vírníka
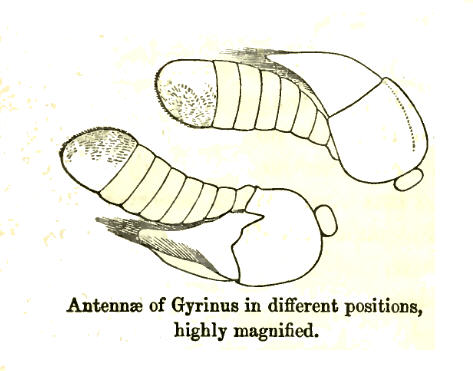
Tykadla vírníka